# Храм святителя Николая (Кульджа)
Храм святителя Николая (уйг. ساينىت نىكولاس چېركاۋى‎, кит. 伊宁圣尼克莱堂) — один из четырёх действующих храмов Китайской автономной православной церкви; расположен в городе Кульджа Синьцзян-Уйгурского автономного района. Не имеет настоятеля.

## История
Первыми православными в Кульдже были потомки албазинцев. Как сообщая 1850 году русский купец Порфирий Уфимцев, побывавший в Кульдже: «за дерзость по отношению к императорскому правительству» 50 семей албазинцев были высланы из Пекина в отдалённую Кульджу. Сблизившись с единственными христианами в Кульдже — католиками — потомки высланных албазинцев стали ходить в католический храм, переняли и латинские обряды, но сохранили память о вере отцов.
Кульджинский договор 1851 года между Россией и Китаем установил постоянные деловые связи между Россией и Синьцзяном. В Кульдже и Чугучаке были созданы консульства Российской империи, представительства российских фирм. После этого в Кульдже появляется первый православных приход, который первоначально располагался в одном из китайских зданий. В церковно-административном отношении приход был подчинён Томской епархии. Епископ Томский Платон (Троепольский) прислал в Кульджу иеромонаха, после чего начались постоянные богослужения
В 1871 году к России была присоединена значительная часть Западного Туркестана. Политические и военные обстоятельства побуждали Русское правительство к занятию Кульджинского ханства. Оно, однако, вскоре перешло под покровительство Китая.
С образованием 1 мая 1871 года Туркестанской епархии приход в Кульдже перешёл в её ведение. В январе 1872 году она была освящена церковь во имя святого пророка Илии.
С увеличением числа русских в Кульдже старый храм стал слишком тесен, и было решено построить каменный храм. Заложен он был летом 1875 года. 17 марта 1877 года местный протоиерей Михаил Путинцев совершил освещения нового храма, который был назван во имя пророка Илии. По просьбе настоятеля многие архиереи, наместники монастырей и настоятели соборов прислали в Кульджу иконы, освящённые у мощей святых или чудотворных икон как благословение новому храму. Пожертвования сделали Александро-Невская, Троице-Сергиева и Почаевская лавры, Валаамский монастырь, Соловецкий монастырь, Курская Коренная обитель, Нило-Столобенская пустынь, Софийский собор в Новгороде, Пафнутьево-Боровский монастырь, Иосифо-Волоцкий, Макарьевский, Спасо-Бородинский и другие монастыри. Таким образом, Ильинскому храму в Кульдже было пожертвовано в около 45 икон.
В целом до 1920 года русские в Синьцзяне были немногочисленны, перемены в их жизни были редкостью. К концу XIX века русская колония в Синьцзяне насчитывала около 2000 человек.
В 1920 году в Синьцзян вступили белогвардейские части атаманов Бориса Анненкова и Александра Дутова вместе с сопровождавшими их священниками. После смерти атамана Дутова в феврале 1921 года военная организация быстро распалась. В Кульдже, которая стала центром русской общины Сынцзяна, остался служить приехавший из России священник Василий Федюшин.
В 1932—1933 годах русское население Синьцзяна, в том числе Кульджи, резко возросло в связи с притоком населения, недовольного коллективизацией в Туркестане и Казахстане.
В 1934 году Архиерейский синод Русской православной церкви заграницей учредил Синьцзянское викариатство с пребыванием епископа в Урумчи; оно стало третьим викариатством Пекинской епархии. 10 февраля 1935 года Ювеналий (Килин) был хиротонисан во епископа Синьцзянского. Епископ Ювеналий из-за военных действий Японии так и не прибыл в Синьцзян, живя в Харбине, а затем в Шанхае, а в 1940 году он был переведён на Цицикарскую кафедру. С тех пор новый Синьцзянский епископ не назначался, а викариатство было преобразовано в благочиние приходов в городах Кульдже, Чугучаке, Урумчи и Лоуцоугоу.
Примерно в 1937—1938 годы в Кульдже на пожертвования православного населения была построена церковь во имя святителя Николая. В новый храм из Суйдуна была перенесена Табынская икона Божией Матери. Кульджа к концу 1930-х годов окончательно стала церковным центром Синьцзяна.
В 1946 году в составе Восточно-Азиатского экзархата Русской православной церкви была образована Синьцзянская епархия, однако правящий архиерей для неё так и не был назначен. Перед «культурной революцией» на территории Синьцзян-Уйгурского автономного района действовали пять православных приходов, объединённых в Синьцзянское благочиние Пекинской епархии.
В 1957 году скончался последний настоятель священник Дмитрий Лобов, в храме ещё несколько лет совершались службы мирянским чином, пока храм не был закрыт и разрушен в 1960-е годы во время «культурной революции».
В 1992 году китайские власти восстановили за свой счёт храм в Кульдже, но не на том месте, где он ранее находился.
17 июля 2002 года временное архипастырское попечение о пастве Синьцзян-Уйгурского автономного района было возложено на архиепископа Астанайского и Алма-Атинского при координации исполнения данных решений с отделом внешних церковных связей.
В апреле 2003 года прибывший из Казахстана игумен Вианор (Иванов) освятил данный храм. В декабре 2003 года был задержан в Кульдже и целую неделю содержался под домашним арестом в гостинице. Каждый день его допрашивали представители спецслужб. Результатом были высылка из страны и конфискация имевшейся у священника религиозной литературы, а также нательных крестиков. Перед тем как священнослужитель был выдворен из страны и отправлен обратно в Казахстан, были допрошены практически все православные верующие Кульджи.
7 января 2010 года священники Вианор (Иванов) и Иосиф (Романов) с официального согласия властей впервые за несколько десятилетий совершили молебен в Никольском храме по случаю Рождества Христова.